# Gustaf Fredrik Gyllenborg
Gustaf Fredrik Gyllenborg (25. november 1731 i Östergötland—30. marts 1808 i Stockholm) var en svensk greve og forfatter, søn af Johan Gyllenborg.
Gyllenborg var embedsmand, men det er som digter, at hans navn er bevaret for efterverdenen. Han sluttede sig allerede 1751 varmt til digteren Gustaf Philip Creutz, et venskab, som varede til Creutz’ død. Gyllenborg optrådte særlig med satirer og læretryk. Dog findes der også smukke naturskildringer, for eksempel i Årstiderna. De mest læste af Gyllenborgs digte turde være hans udmærkede Fabler. Han har også, om end med lidet held, forsøgt sig som dramatisk forfatter. I sin alderdom helligede han sig tillige til salmedigtning. Hans litterære virksomhed findes i Vitterhetsarbeten af Creutz och Gyllenborg (1795; 2. udgave 1812), Senare vitterhetsarbeten af Gyllenborg (1795) og Theaterstycken af Gyllenborg (1897).